# Portfölj (pedagogik)
En portfölj (ibland kallad processfolder) är en mapp, pärm eller kartong där läraren sparar en elevs arbeten och omdömen om honom/henne för att kunna följa elevens utveckling. Metoden är inspirerad av de portföljer som till exempel designers och fotografer använder för att visa upp sina arbeten.
Portföljen används vid till exempel utvärdering, betygsdiskussioner och utvecklingssamtal. En elev kan i en portfölj följa sin egen utveckling, vilket kan innebära att eleven jämför sig mindre med andra elever och istället fokuserar på sin egen utveckling. Läraren kan med hjälp av portföljen konkret visa vilka teorier som ligger till grund för skolarbetet och bedömningen av elevens insats.